# Монтреста
Монтреста (итал. Montresta) је насеље у Италији у округу Ористано, региону Сардинија.
Према процени из 2011. у насељу је живело 535 становника. Насеље се налази на надморској висини од 408 м.

## Становништво
Према резултатима пописа становништва 2011. у општини је живело 535 становника.
| 1931. | 1936. | 1951. | 1961. | 1971. | 1981. | 1991. | 2001. | 2011. |
| ----- | ----- | ----- | ----- | ----- | ----- | ----- | ----- | ----- |
| 1.310 | 1.387 | 1.469 | 1.389 | 1.130 | 982   | 802   | 650   | 535   |